# Institut de droit international
The Institut de Droit international (IDI; francoski izraz za "Inštitut mednarodnega prava") je organizacija posvečena študiju in razvoju mednarodnega prava. Člani Inštituta sestavljajo vodeče pravnike mednarodnega prava svetovne javnosti. Leta 1904 je inštitut bil nagrajen z Nobelovo nagrado za mir.

## Zgodovina
Inštitut sta ustanovila predvsem Gustave Moynier in Gustave Rolin-Jaequemyns, pomoč in podporo pri ustanavljanju pa so kot sopodpisniki nudili še družba 9 drugih slovečih mednarodnih pravnikov. Ustanovljen je bil 8. septembra 1873 v Salle de l'Arsenal v belgijski mestni hiši mesta Gent.
Ustanovni člani leta 1873 so:
- Pasquale Stanislao Mancini (Rim), Predsednik
- Emile de Laveleye (Liege)
- Tobias Michael Carel Asser (Amsterdam)
- James Lorimer (Edinburgh)
- Wladimir Besobrassof (Saint-Petersburg)
- Gustave Moynier (Geneva)
- Jean Gaspar Bluntschli (Heidelberg)
- Augusto Pierantoni (Neapelj)
- Carlos Calvo (Buenos Aires)
- Gustave Rolin-Jaequemyns (Gent)
- David Dudley Field (New York)

Inštitut pozna častne predsednike. Med izvoljenimi častnimi predsedniki so: Gustave Rolin-Jaequemyns (1892), Gustave Moynier (1894), John Westlake (1911), Albéric Rolin (1923) in Charles De Visscher (1954).
Inštitut je opravil že 77.kongresov, tu so navedeni:
1. Ženeva 1874 (P. S. Mancini) 
2. Haag 1875 (J. C. Bluntschli) 
3. Zurich 1877 (F. de Parieu) 
4. Pariz 1878 (F. de Parieu) 
5. Bruselj 1879 (G. Rolin-Jaequemyns) 
6. Oxford 1880 (M. Bernard) 
7. Torino 1882 (A. Pierantoni) 
8. Munich 1883 (J. de Holtzendorff) 
9. Bruselj 1885 (G. Rolin-Jaequemyns) 
10. Heidelberg 1887 (A. de Bulmerincq) 
11. Lausanne 1888 (A. Rivier) 
12. Hamburg 1891 (L. de Bar) 
13. Ženeva 1892 (G. Moynier) 
14. Pariz 1894 (L. Renault) 
15. Cambridge 1895 (J. Westlake) 
16. Benetke 1896 (E. Brusa) 
17. Kopenhagen 1897 (Ch. Goos) 
18. Haag 1898 (T. M. C. Asser) 
19. Neuchâtel 1900 (Ch. Lardy) 
20. Bruselj 1902 (Ed. Descamps) 
21. Edinburg 1904 (Lord Reay) 
22. Gent 1906 (A. Rolin) 
23. Firence 1908 (C. F. Gabba) 
24. Pariz 1910 (Ch. Lyon-Caen) 
25. Madrid 1911 (Ed. Clunet) 
26. Christiania 1912 (G.-F. Hagerup) 
27. Oxford 1913 (T.E. Holland) 
28. Pariz 1919 (Sir Thomas Barclay) 
29. Rim 1921 (A. Corsi) 
30. Grenoble 1922 (A. Weiss) 
31. Bruselj 1923 (Ed. Rolin-Jaequemyns) 
32. Dunaj 1924 (L. Strisower) 
33. Haag 1925 (B.J.C. Loder) 
34. Lausanne 1927 (J. Brown Scott) 
35. Stockholm 1928 (K.H. Hammarskjöld) 
36. New York 1929 (J. Brown Scott) 
37. Cambridge 1931 (A.P. Higgins) 
38. Oslo 1932 (F. Beichmann) 
39. Paris 1934 (Ch. Lyon-Caen) 
40. Bruselj 1936 (Ed. Rolin-Jaequemyns)
41. Luxembourg 1937 (Sir Cecil Hurst) 
42. Lausanne 1947 (B. Nolde) 
43. Brussels 1948 (Ch. De Visscher) 
44. Bath 1950 (Sir Arnold McNair) 
45. Sienna 1952 (T. Perassi) 
46. Aix-en-Provence 1954 (A. de La Pradelle) 
47. Grenada 1956 (J. de Yanguas Messia) 
48. Amsterdam 1957 (J. P. A. François) 
49. Neuchâtel 1959 (G. Sauser-Hall) 
50. Solnograd 1961 (A. von Verdross) 
51. Bruselj 1963 (H. Rolin) 
52. Varšava 1965 (B. Winiarski) 
53. Nica 1967 (H. Valladao) 
54. Edinborough 1969 (Sir Gerald Fitzmaurice)
55. Zagreb 1971 (J. Andrassy) 
56. Rim 1973 (G. Morelli) 
57. Wiesbaden 1975 (W. Wengler) 
58. Oslo 1977 (M.K. Yasseen) 
59. Atene 1979 (A. Gros) 
60. Dijon 1981 (Ch. Rousseau) 
61. Cambridge 1983 (Sir Robert Jennings) 
62. Helsinki 1985 (P. Reuter) 
63. Cairo 1987 (B. Boutros-Ghali) 
64. Saint-Jacques-de-Compostelle 1989 (J.M. Castro-Rial y Canosa) 
65. Basel 1991 (P. Lalive) 
66. Milano 1993 (R. Ago) 
67. Lizbona 1995 (A. Ferrer Correia) 
68. Strasbourg 1997 (K. Skubiszewski) 
69. Berlin 1999 (E. Jayme) 
70. Vancouver 2001 (E. McWhinney) 
71. Brugge 2003 (G. Van Hecke)
72. Krakow 2005 (P. Makarczyk)
73. Santiago 2007 (F. Orrego Vicuña)
74. Neapelj 2009 (B. Conforti)
75. Rhodes (2011) (E. Roucounas)
76. Tokio (2013) (H. Owada)
77. Tallinn (2015) (Rein Müllerson)

## Organizacija
Inštitut je zasebno telo sestavljeno iz družbenikov, članov in častnih članov. Statut inštituta zahteva, da število članov in družbenikov pod starostjo 80 let ne sme biti več kot 132. Povabljeni člani so osebe, ki so izkazale z opaznim šolniškim delom na področju mednarodnega prava in so relativno neobremenjene v smislu političnih pritiskov. Organizacija poskuša imeti člane širom sveta.
Na dve leti se zgodi kongres študija mednarodnega prava in njegove trenutne prakse, kjer se sprejemajo resolucije k izboljšavam samega prava. Organizacije ne komentira specifičnih sporov.
Četudi so predlogi in nasveti ukvarjajo predvsem z mednarodnim pravom v njegovim mnogih pojavnih oblikah, se nekatere resolucije naslanjajo na človekove pravice in mirno razreševanje sporov. Ravno zaradi teh načel organizacije je bil inštitut nagrajen z Nobelovo nagrado za mir.
Organizacija je še vedno aktivna, zadnji kongres se je odvijal v Talinu leta 2015. Sedež kongresa rotira skupaj z rodnim krajem predsedujočega. Od septembra 2003, ko je bil predsedujoči profesor Joe Verhoeven imenovan za predsedujočega, je za domovanje inštituta določen Grez-Doiceau v Belgiji z uradi prav tako prisotnimi v Institutu za mednarodne in rozvojne študije v Ženevi. Zadnje priporočila se ukvarjajo z nasledstvom in odgovornostjo ob razpadu države oziroma pri novih državah, ki so naslednice prejšnje države. Člani so različni pomembni pravniki in pravni akademiki, sodniki mednarodnega kazenskega sodišča.
 Inštitut objavlja letni zbornik Annuaire, ki vsebuje poročila komisij, odločitve in razsodbe plenarnih srečanj in vse zaključene dekleracije in resolucije. Zapisane so tudi vse administrativni sestanki in volilni zapisniki.
IDI vodi tudi svojo spletno stran, ki ni pogosto osvežena, a vsebuje zanimive in koristne informacije, pomembne ažurne dokumente in celo nekatere dokumente, ki še niso, a bodo kmalu del letnega zbornika.